# Олімпійська збірна Південно-Африканської Республіки з футболу
Олімпійська збірна Південно-Африканської Республіки з футболу — представляє Південно-Африканську Республіку на Олімпійських іграх. Відбір гравців враховує те, що всі футболісти мають бути у віці до 23 років, окрім трьох футболістів. Команда контролюється Південно-Африканською футбольною асоціацію.

## Історія
Команда була заснована в 1994 році, коли ПАФА вирішила сформувати молодіжну команду. Команда спонсорується компанією SASOL з моменту її створення. Найбільше досягнення збірної це друге місце в 2011 році на Всеафриканських іграх.
На футбольному турнірі Літніх Олімпійських ігор 2000 року, що пройшли в Сіднеї (Австралія) вони завершили виступи на груповому етапі. Так само на груповому етапі футбольного турніру на Олімпійських іграх 2016 року у Ріо-де-Жанейро збірна ПАР посіла четверте місце в групі А та вибула з подальшої боротьби.

## Статистика виступів

### Олімпійські ігри
| Виступи      | Виступи            | Виступи | Виступи | Виступи | Виступи | Виступи | Виступи | Виступи |
| Господар/Рік | Раунд              | І       | В       | Н       | П       | МЗ      | МП      |         |
| ------------ | ------------------ | ------- | ------- | ------- | ------- | ------- | ------- | ------- |
| 1992         | Не брали участь    | -       | -       | -       | -       | -       | -       |         |
| 1996         | Не кваліфікувались | -       | -       | -       | -       | -       | -       |         |
| 2000         | Груповий етап      | 3       | 1       | 0       | 2       | 5       | 5       |         |
| 2004         | Не кваліфікувались | -       | -       | -       | -       | -       | -       |         |
| 2008         | Не кваліфікувались | -       | -       | -       | -       | -       | -       |         |
| 2012         | Не кваліфікувались | -       | -       | -       | -       | -       | -       |         |
| 2016         | Груповий етап      | 3       | 0       | 2       | 1       | 1       | 2       |         |
| 2020         | Груповий етап      | 3       | 0       | 0       | 3       | 3       | 8       |         |
| Разом        | 3/7                | 9       | 1       | 2       | 6       | 9       | 15      |         |

### Всеафриканські ігри
| Виступи      | Виступи            | Виступи            | Виступи            | Виступи            | Виступи            | Виступи            | Виступи            | Виступи |
| Господар/Рік | Раунд              | І                  | В                  | Н                  | П                  | МЗ                 | МП                 |         |
| ------------ | ------------------ | ------------------ | ------------------ | ------------------ | ------------------ | ------------------ | ------------------ | ------- |
| 1999         | 3 місце            | 5                  | 3                  | 2                  | 0                  | 8                  | 2                  |         |
| 2003         | Груповий етап      | 3                  | 0                  | 1                  | 2                  | 2                  | 6                  |         |
| 2007         | Груповий етап      | 3                  | 1                  | 0                  | 2                  | 1                  | 4                  |         |
| 2011         | 2 місце            | 5                  | 2                  | 2                  | 0                  | 5                  | 2                  |         |
| 2015         | Не кваліфікувались | Не кваліфікувались | Не кваліфікувались | Не кваліфікувались | Не кваліфікувались | Не кваліфікувались | Не кваліфікувались |         |
| Разом        | 4/5                | 16                 | 6                  | 5                  | 4                  | 16                 | 14                 |         |